# World Inequality Database
World Inequality Database (anche detto WID o WID.world) è un sito web per la statistica che fornisce un database aperto e liberamente accessibile sull'«evoluzione storica della distribuzione dei redditi e della ricchezza nel mondo, sia all'interno di una nazione che tra le nazioni».
Sviluppato e mantenuto da alcuni ricercatori e professori francesi (coordinati da Thomas Piketty) e supportato anche a livello finanziario da diverse università prestigiose (Università Berkeley, Ford Foundation, l'ONU, École normale supérieure, etc.), tale sito è disponibile in inglese, francese, spagnolo, cinese e hindi.

## Storia

### Studi pregressi
I primi studi organizzati sulle disuguaglianze sui redditi e i patrimoni sono quelli del 1953 di Simon Kuznet, economista americano di origini russe che vinse il Premio Nobel nel 1971.

### Storia del progetto
Lanciato all'inizio del 2011 come The World Top Incomes Database da Thomas Piketty per fornire un semplice e libero accesso all'insieme di tutte le serie storiche redatte dagli studiosi delle disuguaglianze. Nel 2017 fu lanciato il sito-database con un nuovo look più familiare, semplice e dinamico, con il nome World Inequality Database, decidendo di espanderlo includendo anche tutte le serie sull'evoluzione della distribuzione della ricchezza e il cambio della struttura della ricchezza nazionale.

## Caratteristiche

### Statistiche nazionali
La principale funzione del sito è quella di offrire le statistiche sulla distribuzione del reddito e del patrimonio (sia al lordo che al netto) di ogni nazione nel corso di un intervallo di alcune decadi. Ciò viene fatto attraverso dei grafici interattivi altamente personalizzabili: attraverso dei parametri si può personalizzare il grafico per mostrare le varie parti di ogni popolazione (il "top 1%", il "top 10%", il "middle 40%" e il "bottom 50%") e il tipo di ricchezza (reddito o patrimonio). Vi è anche un visualizzatore riassuntivo della situazione globale nel periodo 1875-2020.

### Comparatore della propria ricchezza
Il sito offre anche la possibilità di confrontare la propria ricchezza (reddituale o patrimoniale) con quella del resto della propria nazione e delle altre.

### Simulatore globale del livello di tassazione
Si ha, inoltre, la possibilità di simulare le entrate tributarie applicando un certo regime di aliquote fiscali per ogni paese, basandosi sui dati reddituali di ogni nazione.

## IlWorld Inequality Report
I dati del WID sono usati dal World Inequality Lab della Paris School of Economics per compilare dal 2018 il World Inequality Report, un rapporto stilato da oltre 100 ricercatori di tutto il mondo che mira a spiegare le dinamiche e le statistiche sulla distribuzione delle disuguaglianze nel mondo.
Il primo rapporto è quello del 2018, seguito da quello del 2022 con un apposito sito interattivo dedicato.
Si è appurato, attraverso tali rapporti, come le disuguaglianze siano ricominciate a crescere in tutti i paesi dal 1980.